# Christoph Zimmermann (piłkarz)
Christoph Zimmermann (ur. 12 stycznia 1993 w Düsseldorfie) – niemiecki piłkarz występujący na pozycji obrońcy.